# Andrea Busche
Andrea Busche (* 15. Mai 1971 in Bochum) ist eine deutsche Politikerin (SPD). Sie ist seit 2022 Abgeordnete im Landtag von Nordrhein-Westfalen.

## Leben
Andrea Busche wurde als Tochter des Bochumer SPD-Kommunalpolitikers Norbert Busche (1946–2015) und Betty Busche (1950–1998, geb. Lochowitz), die von Beruf Sekretärin war, geboren. Nach dem Abitur 1991 an der Erich Kästner-Schule absolvierte sie bis 1994 eine Ausbildung zur Hotelfachfrau in Dortmund. 1996 begann sie ein Studium für das Lehramt an Grundschulen an der Gesamthochschule Duisburg/Essen, das sie jedoch aufgrund der Geburt ihres ersten Kindes vorzeitig abbrach. Nach der Familien- und Erziehungszeit nahm sie 2007 eine Tätigkeit als Ergänzungskraft im offenen Ganztag bei der Arbeiterwohlfahrt auf; 2014 wurde sie Betriebsrätin für den Bereich Schule, Jugend und Quartier. Sie legte die Externenprüfung als Erzieherin ab, absolvierte 2020/2021 das Anerkennungsjahr und wurde 2021 pädagogische Fachkraft in der Betreuung an einer OGS in einer Bochumer Grundschule.
Andrea Busche ist verheiratet und hat drei Kinder. Sie ist Mitglied der AWO, der Naturfreunde und der Gewerkschaft ver.di.

## Politik
Busche trat 1987 in die SPD ein. Sie ist stellvertretende Vorsitzende eines SPD-Ortsvereins und war von 2014 bis 2022 ehrenamtliche Bezirksbürgermeisterin im Stadtbezirk Bochum-Ost. Zudem ist sie Vorsitzende des SPD Stadtbezirks Bochum-Ost.
Bei der Landtagswahl 2022 wurde sie als Abgeordnete in den Landtag von Nordrhein-Westfalen gewählt. Sie gewann das Direktmandat im Wahlkreis 107 (Bochum I) mit 42,0 % der Erststimmen. Busche sitzt in der 18. Wahlperiode des Landtags im Ausschuss für Schule und Bildung sowie dem Petitionsausschuss und ist Mitglied der Enquetekommission Chancengleichheit in der Bildung. Sie ist stellvertretendes Mitglied des Hauptausschusses sowie im Ausschuss für Gleichstellung und Frauen.